# Péptido similar al glucagón tipo 1

Acción de los inhibidores DPP-4 (color azul) bloqueando la acción inhibidora de la enzima DPP-4 (hexágono amarillo) sobre el GLP-1 (círculo verde), favoreciendo así la salida de insulina (cuadro rojo) e inhibiendo la liberación de glucagón (cuadro marrón) cuyo efecto final es la disminución de la concentración sanguínea de glucosa.

El péptido similar al glucagón tipo 1 o por sus siglas en inglés GLP-1 (glucagon-like peptide) es una hormona peptídica de 30 o 31 aminoácidos de la familia de las incretinas cuya función fisiológica es el estímulo de la producción de insulina y la disminución de la producción de glucagón. Se genera por la transcripción de un gen llamado proglucagón.  
La fuente principal de GLP-1 en el ser humano son las células L del intestino, pero también es producido por las células alfa del páncreas y el sistema nervioso central. La forma biológicamente activa de la hormona GLP-1 son GLP-1-(7-37) y GLP-1-(7-36)NH2.
El GLP-1 es una incretina que ha dado lugar a dos nuevas clases de agentes antidiabéticos: los agonistas de GLP-1 e, indirectamente, los inhibidores de la enzima dipeptidil peptidasa-4 (DPP4). 

## Síntesis
El GLP-1 es el producto de un gen llamado proglucagón en las células L del intestino. Su secreción es dependiente de la presencia de nutrientes en la luz del intestino delgado. Los agentes que causan o estimulan la secreción de GLP-1 incluyen los carbohidratos, las proteínas y los lípidos. Una vez que el GLP-1 alcanza la circulación, tiene una vida media de solo dos minutos, debido a la rápida degradación por parte de la dipeptidil peptidasa-4.

## Funciones
La GLP-1 posee diversas propiedades fisiológicos que la hacen blanco de intensas investigaciones científicas como potencial tratamiento en la diabetes mellitus. Se sabe que entre sus funciones están:
- Aumentar la secreción de insulina por parte del páncreas de manera dependiente de la glucosa.
- Suprimir la secreción de glucagón del páncreas.
- Incrementar la masa de las células beta y la expresión del gen de la insulina.
- Inhibir la secreción de ácido estomacal y el vaciamiento gástrico.
- Reducir la ingesta de alimento por medio de la sensación de saciedad.

## Historia de la investigación
En la década de 1980, Svetlana Mojsov trabajó en la identificación de GLP-1 en el Hospital General de Massachusetts, donde dirigía una instalación de síntesis de péptidos. Para tratar de identificar si un fragmento específico de GLP-q era una incretina, Mojsov creó un anticuerpo contra la incretina y desarrolló formas de rastrear su presencia. Identificó que un tramo de 31 aminoácidos en el GLP-1 era una incretina. Mosjov y sus colaboradores Daniel J. Drucker y Habener demostraron que pequeñas cantidades de GLP-1 sintetizado en laboratorio podían activar la insulina.
Mojsov luchó para que se incluyera su nombre en las patentes, y el Hospital General de Massachusetts acabó accediendo a modificar cuatro patentes para incluir su nombre. Recibió un tercio de los derechos de autor de los fármacos durante un año.

## Compuestos relacionados

### Inhibidores DPP-4
Corresponden a una familia de medicamentos cuyo mecanismo de acción se fundamenta en inhibir la actividad de la enzima dipeptidil peptidasa-4 (DPP-4), la que tiene como función degradar protelíticamente incretinas. Por tanto, los inhibidores de la DPP-4 actúan reduciendo la degradación de las incretinas.
- Sitagliptina
- Vildagliptina
- Saxagliptina
- Alogliptina
- Linagliptina

### Análogos de GLP1
Se trata de péptidos de síntesis artificial capaces de estimular los receptores de GLP1.
- Exenatida
- Liraglutida
- Lixisenatida
- Albiglutida
- Dulaglutida
- Semaglutida